# Kuniya Daini
Kuniya Daini (大仁 邦彌, Daini Kuniya, Kobe, 12 oktober 1944) is een Japans voormalig voetballer die als verdediger speelde.

## Clubcarrière
In 1964 ging Daini naar de Keio University, waar hij in het schoolteam voetbalde. Nadat hij in 1970 afstudeerde, ging Daini spelen voor Mitsubishi Motors. Met deze club werd hij in 1973 en 1978 kampioen van Japan. Daini veroverde er in 1971, 1973 en 1978 de Beker van de keizer in 1978 de JSL Cup. In 9 jaar speelde hij er 119 competitiewedstrijden en scoorde 1 goals. Daini beëindigde zijn spelersloopbaan in 1978.

## Japans voetbalelftal
Kuniya Daini debuteerde in 1972 in het Japans nationaal elftal en speelde 44 interlands.

## Statistieken
| Japans voetbalelftal | Japans voetbalelftal | Japans voetbalelftal |
| Jaar                 | Wed.                 | Dlp.                 |
| -------------------- | -------------------- | -------------------- |
| 1972                 | 6                    | 0                    |
| 1973                 | 4                    | 0                    |
| 1974                 | 7                    | 0                    |
| 1975                 | 12                   | 0                    |
| 1976                 | 15                   | 0                    |
| Totaal               | 44                   | 0                    |